# Apiay

Apiay est un lieu de Colombie, dans le département du Meta, près de Villavicencio, au pied des Andes et en bordure des plaines du bassin de l'Orénoque appelées llanos.
On y trouve différentes installations importantes pour la Colombie :
- Le champ pétrolifère d'Apiay, qui produit pétrole et gaz naturel.

- La Captain Luis F. Gómez Niño Air Base (en), la base aérienne du Commando de combat aérien 2 (Comando aero de combate 2, CACOM2). Cette base militaire héberge aussi des unités de l'armée de terre et de la marine colombienne. Elle abrite également quelques membres de l'armée américaine, dans le cadre d'un programme de coopération militaire. Ce programme vise à aider les Colombiens dans leur lutte contre le narcotrafic et contre la guérilla des FARC et de l'ELN.

Apiay a servi de base à des opérations particulières telles que le plan Patriote qui débuta en 2004 par l'opération JM (en).